# Raquetebol nos Jogos Pan-Americanos de 2023 - Equipes masculinas
O torneio por equipes masculinas do raquetebol nos Jogos Pan-Americanos de 2023 foi disputado entre 24 e 26 de outubro de 2023 no Centro Esportivo de Raquetes, localizado no cluster do Estádio Nacional. Um total de 24 competidores de 10 Comitês Olímpicos Nacionais (CON) participaram do evento.

## Calendário
Horário local (UTC−3).
| Data          | Hora  | Fase             |
| ------------- | ----- | ---------------- |
| 24 de outubro | 17:45 | Oitavas de final |
| 25 de outubro | 10:00 | Quartas de final |
| 25 de outubro | 16:00 | Semifinal        |
| 26 de outubro | 11:45 | Final            |

## Medalhistas
|  | BOL Bolívia                                   |  | CAN Canadá                |  | USA Estados Unidos                             |  | MEX México                                  |
|  | Carlos Keller Kadim Carrasco Conrrado Moscoso |  | Coby Iwaasa Samuel Murray |  | Daniel de la Rosa Alejandro Landa Adam Manilla |  | Javier Mar Rodrigo Montoya Eduardo Portillo |

## Resultados
As oitavas de final foram realizadas em 24 de outubro, as quartas e semifinais em 25 de outubro e a final ocorreu em 26 de outubro de 2023. Os perdedores das semifinais garantiram automaticamente as medalhas de bronze.
|  | Oitavas de final                    | Oitavas de final                    | Oitavas de final |  |  | Quartas de final                    | Quartas de final                    | Quartas de final |   |                    | Semifinal          | Semifinal  | Semifinal |  |  | Final | Final | Final |
|  |                                     |                                     |                  |  |  |                                     |                                     |                  |   |                    |                    |            |           |  |  |       |       |       |
|  |                                     |                                     |                  |  |  |                                     |                                     |                  |   |                    |                    |            |           |  |  |       |       |       |
|  |                                     |                                     |                  |  |  | MEX México                          | MEX México                          | 2                |   |                    |                    |            |           |  |  |       |       |       |
|  | CUB Cuba                            | CUB Cuba                            | 0                |  |  | EAI Equipe de Atletas Independentes | EAI Equipe de Atletas Independentes | 0                |   |                    |                    |            |           |  |  |       |       |       |
|  | EAI Equipe de Atletas Independentes | EAI Equipe de Atletas Independentes | 2                |  |  |                                     |                                     |                  |   | MEX México         | MEX México         | 1          |           |  |  |       |       |       |
|  |                                     |                                     |                  |  |  |                                     | CAN Canadá                          | CAN Canadá       | 2 |                    |                    |            |           |  |  |       |       |       |
|  |                                     |                                     |                  |  |  | CRC Costa Rica                      | CRC Costa Rica                      | 0                |   |                    |                    |            |           |  |  |       |       |       |
|  |                                     |                                     |                  |  |  | CAN Canadá                          | CAN Canadá                          | 2                |   |                    |                    |            |           |  |  |       |       |       |
|  |                                     |                                     |                  |  |  |                                     |                                     |                  |   |                    | CAN Canadá         | CAN Canadá | 0         |  |  |       |       |       |
|  |                                     |                                     |                  |  |  |                                     | BOL Bolívia                         | BOL Bolívia      | 2 |                    |                    |            |           |  |  |       |       |       |
|  |                                     |                                     |                  |  |  | USA Estados Unidos                  | USA Estados Unidos                  | 2                |   |                    |                    |            |           |  |  |       |       |       |
|  |                                     |                                     |                  |  |  | ECU Equador                         | ECU Equador                         | 0                |   |                    |                    |            |           |  |  |       |       |       |
|  |                                     |                                     |                  |  |  |                                     |                                     |                  |   | USA Estados Unidos | USA Estados Unidos | 1          |           |  |  |       |       |       |
|  | ARG Argentina                       | ARG Argentina                       | 2                |  |  |                                     | BOL Bolívia                         | BOL Bolívia      | 2 |                    |                    |            |           |  |  |       |       |       |
|  | CHI Chile                           | CHI Chile                           | 1                |  |  | ARG Argentina                       | ARG Argentina                       | 0                |   |                    |                    |            |           |  |  |       |       |       |
|  |                                     |                                     |                  |  |  | BOL Bolívia                         | BOL Bolívia                         | 2                |   |                    |                    |            |           |  |  |       |       |       |
|  |                                     |                                     |                  |  |  |                                     |                                     |                  |   |                    |                    |            |           |  |  |       |       |       |

### Oitavas de final
| 24 de outubro 17:45 Relatório | Argentina ARG | 2 – 1 | CHI Chile |  |

|                                  | Partidas individuais             |       |                                  |                              |
| Diego García / Fernando Kurzbard | Diego García / Fernando Kurzbard | 3 – 2 | Jaime Mansilla / Rodrigo Salgado | 8–11, 7–11, 11–8, 11–9, 11–3 |
| Fernando Kurzbard                | Fernando Kurzbard                | 1 – 3 | Jaime Mansilla                   | 11–7, 6–11, 8–11, 5–11       |
| Diego García                     | Diego García                     | 3 – 0 | Rafael Gatica                    | 11–2, 11–4, 11–2             |
|                                  |                                  |       |                                  |                              |
|                                  |                                  |       |                                  |                              |

| 24 de outubro 17:45 Relatório | Cuba CUB | 0 – 2 | EAI Equipe de Atletas Independentes |  |

|                               | Partidas individuais          |       |                                       |                               |
| Maykel Moyet / Yandy Espinosa | Maykel Moyet / Yandy Espinosa | 2 – 3 | Edwin Galicia / Juan José Salvatierra | 9–11, 4–11, 13–11, 11–7, 6–11 |
| Maykel Moyet                  | Maykel Moyet                  | 1 – 3 | Juan José Salvatierra                 | 11–9, 6–11, 8–11, 8–11        |
|                               |                               |       |                                       |                               |
|                               |                               |       |                                       |                               |
|                               |                               |       |                                       |                               |

### Quartas de final
| 25 de outubro 10:00 Relatório | México MEX | 2 – 0 | EAI Equipe de Atletas Independentes |  |

|                  | Partidas individuais |       |                       |                  |
| Eduardo Portillo | Eduardo Portillo     | 3 – 0 | Juan José Salvatierra | 11–5, 11–6, 11–9 |
| Rodrigo Montoya  | Rodrigo Montoya      | 3 – 0 | Edwin Galicia         | 11–5, 11–8, 11–8 |
|                  |                      |       |                       |                  |
|                  |                      |       |                       |                  |
|                  |                      |       |                       |                  |

| 25 de outubro 10:00 Relatório | Costa Rica CRC | 0 – 2 | CAN Canadá |  |

|                | Partidas individuais |       |               |                               |
| Andrés Acuña   | Andrés Acuña         | 2 – 3 | Coby Iwaasa   | 11–8, 7–11, 13–11, 9–11, 6–11 |
| Gabriel García | Gabriel García       | 1 – 3 | Samuel Murray | 6–11, 2–11, 11–9, 5–11        |
|                |                      |       |               |                               |
|                |                      |       |               |                               |
|                |                      |       |               |                               |

| 25 de outubro 10:00 Relatório | Estados Unidos USA | 2 – 0 | ECU Equador |  |

|                   | Partidas individuais |       |                      |                        |
| Adam Manilla      | Adam Manilla         | 3 – 1 | José Daniel Ugalde   | 11–6, 11–4, 4–11, 11–4 |
| Daniel de la Rosa | Daniel de la Rosa    | 3 – 0 | Juan Francisco Cueva | 12–10, 11–8, 11–6      |
|                   |                      |       |                      |                        |
|                   |                      |       |                      |                        |
|                   |                      |       |                      |                        |

| 25 de outubro 10:00 Relatório | Argentina ARG | 0 – 2 | BOL Bolívia |  |

|                   | Partidas individuais |       |                  |                        |
| Fernando Kurzbard | Fernando Kurzbard    | 1 – 3 | Carlos Keller    | 8–11, 11–9, 5–11, 7–11 |
| Diego García      | Diego García         | 0 – 3 | Conrrado Moscoso | 7–11, 7–11, 8–11       |
|                   |                      |       |                  |                        |
|                   |                      |       |                  |                        |
|                   |                      |       |                  |                        |

### Semifinal
| 25 de outubro 16:00 Relatório | México MEX | 1 – 2 | CAN Canadá |  |

|                              | Partidas individuais         |       |                             |                         |
| Eduardo Portillo             | Eduardo Portillo             | 3 – 0 | Coby Iwaasa                 | 11–8, 16–14, 11–8       |
| Rodrigo Montoya / Javier Mar | Rodrigo Montoya / Javier Mar | 0 – 3 | Samuel Murray / Coby Iwaasa | 6–11, 7–11, 4–11        |
| Rodrigo Montoya              | Rodrigo Montoya              | 1 – 3 | Samuel Murray               | 10–12, 9–11, 11–6, 9–11 |
|                              |                              |       |                             |                         |
|                              |                              |       |                             |                         |

| 25 de outubro 16:00 Relatório | Estados Unidos USA | 1 – 2 | BOL Bolívia |  |

|                                     | Partidas individuais                |       |                                   |                                 |
| Adam Manilla                        | Adam Manilla                        | 0 – 3 | Carlos Keller                     | 8–11, 9–11, 6–11                |
| Alejandro Landa / Daniel de la Rosa | Alejandro Landa / Daniel de la Rosa | 3 – 2 | Conrrado Moscoso / Kadim Carrasco | 11–5, 10–12, 12–10, 11–13, 11–4 |
| Daniel de la Rosa                   | Daniel de la Rosa                   | 2 – 3 | Conrrado Moscoso                  | 5–11, 8–11, 11–9, 11–8, 6–11    |
|                                     |                                     |       |                                   |                                 |
|                                     |                                     |       |                                   |                                 |

### Final
| 26 de outubro 11:45 Relatório | Canadá CAN | 0 – 2 | BOL Bolívia |  |

|               | Partidas individuais |       |                  |                               |
| Coby Iwaasa   | Coby Iwaasa          | 2 – 3 | Carlos Keller    | 11–7, 5–11, 11–7, 7–11, 11–13 |
| Samuel Murray | Samuel Murray        | 0 – 3 | Conrrado Moscoso | 5–11, 9–11, 2–11              |
|               |                      |       |                  |                               |
|               |                      |       |                  |                               |
|               |                      |       |                  |                               |